# Felice Feliciano
Felice Feliciano dit l'Antiquaire (1433-1479) est un humaniste, calligraphe, copiste, poète et épigraphiste italien de la Renaissance.

## Biographie
Felice Feliciano est né en août 1433 à Vérone dans une famille de condition modeste.
Il commence à travailler dans un atelier véronais voué aux métiers du livre, comme scriptor, c'est-à-dire comme calligraphe, copiste et aussi comme relieur. Il effectue une copie du codex de la basilique San Zeno de Vérone. C'est là qu'il rencontre quelques humanistes, comme Martino Rizzoni et Cyriaque d'Ancône, qui influencent sa formation intellectuelle, ce dernier, chercheur passionné d'épigraphies, le pousse à voyager en Italie à la recherche d'inscriptions et d'objets antiques. Il compose peu avant 1460 deux recueils d'inscriptions qu'il dédie à son ami Andrea Mantegna. On compte l'Alphabetum Romanum (Codex Vaticanus 6852), qui propose une reconstitution de l'alphabet romain et présente des lettres de huit cm de hauteur dessinées avec deux sortes d'encres, noire et rouge.
En 1464, il compose le Iubilatio, un récit d'un voyage qui se déroula cette année-là, en septembre, sur les rives du lac de Garde : il s'agit d'une reconstitution d'un pèlerinage archéologique que Feliciano effectua avec trois de ses amis, Mantegna, Giovanni Marcanova et Samuele da Tradate (?-1466). Très liés, ils avaient travaillé sur la décoration d'une résidence marquisale située à Cavriana (1463) pour le compte de la famille Gonzague.

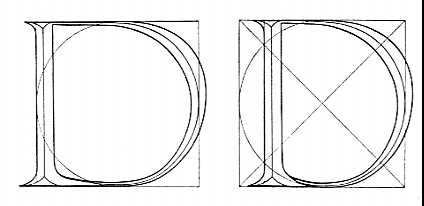
Felice Feliciano, dessin pour la lettre D, in Alphabetum Romanum [Codex Vaticanus 6852].

En 1465, en collaboration avec Giovanni Marcanova, il compose le Collectio antiquitatum, un recueil de textes et de dessins qui décrit et catalogue les principaux monuments et objets de la Rome antique, y compris les ponts, sarcophages, et épigraphes, accompagné d'illustrations formant un bestiaire mythologique et des portraits.
Peu après, il s'installe à Rome, où son protecteur est devenu Francesco Porcari, à qui il a consacré la deuxième partie des épîtres conservées à la bibliothèque Queriniana de Brescia (voir ci-dessous). Ses derniers écrits remontent à 1479, Feliciano a trouvé refuge dans un petit village, Selve della Storta, loin de la peste qui ravage Rome ; l'auteur s'y décrit heureux, au milieu des arbres, de la campagne, mais exprime son vif désir de repartir pour la ville. Il meurt sans doute à Rome à la fin de cette année-là.

### Ses manuscrits

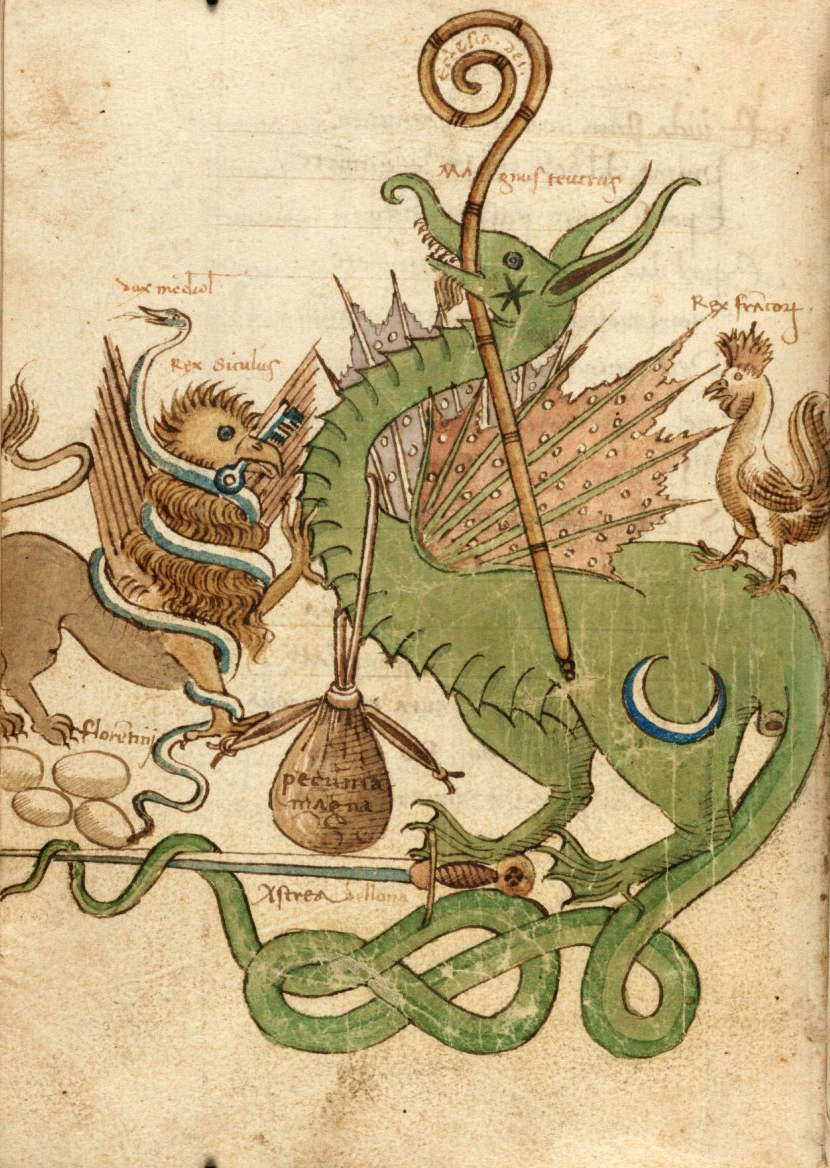
Composition dessinée par Feliciano (ms. Typ 157, Houghton Library) et appartenant à un recueil collectif (1470-1471).

Des « lettres » manuscrites de Feliciano nous sont parvenues et forment quatre volumes. Le premier manuscrit, le plus ancien, est le ms. Canoniciano Italiano 15 conservé à la Bodleian Library à Oxford ; fortement endommagé, il est dédié à un certain Dominicus, non identifié à ce jour. Le deuxième est le ms. Harley 5271, conservé à la British Library de Londres, dédié à un notaire bolognais, Alberto Canonici. Il contient 112 épîtres, rédigées entre 1472 et 1473, et se termine par un projet de roman épistolaire sur l'amitié. Le troisième, le codex 3039, se trouve à la bibliothèque municipale de Vérone, et est sans doute postérieur à l'année 1475 ; plus petit que les précédents, il comprend 21 lettres sur l'amitié, rédigées à l'encre bleue. Le dernier manuscrit est le C.II.14 conservé à la bibliothèque Queriniana de Brescia, et contient 156 sonnets alchimiques, rédigées sans doute après la mort de Feliciano, car la graphie est différente.